# Casa nova de Valldaura
La Casa nova de Valldaura és una masia del municipi d'Olvan (Berguedà) inclosa en l'Inventari del Patrimoni Arquitectònic de Catalunya.

## Descripció
És una masia d'estructura clàssica coberta a doble vessant amb el carener perpendicular a la façana, orientada a migdia. Aquesta façana fou ampliada a finals del segle xviii amb la construcció d'un cos rectangular amb una eixida a dos nivells (planta baixa i primer pis). El segon pis es transforma en un gran terrat. En el decurs d'aquestes obres es va arrebossar tota la façana de llevant i migdia.

### Mare de Déu de Valldaura
Talla gòtica dels segles xiv i xv, procedent del Monestir de Santa Maria de Valldaura, anteriorment guardada a l'església de Santa Maria de Valldaura.

## Història
La masia de Valldaura Nou és una construcció del s. XVIII, i està situada a prop de la Casa vella de Valldaura i del monestir de Santa Maria.